# 알파-케토글루타르산 탈수소효소 복합체
옥소글루타레이트 탈수소효소 복합체(OGDC,oxoglutarate dehydrogenase complex) 또는 α-케토글루타레이트 탈수소효소 복합체(α-ketoglutarate dehydrogenase complex)는 시트르산 사이클에서의 역할로 가장 일반적으로 알려진 다효소 복합체이다.

## 같이 보기
- 아이소시트르산 탈수소효소
- 숙시닐-CoA 합성효소